# Senegal na Zimních olympijských hrách 2010

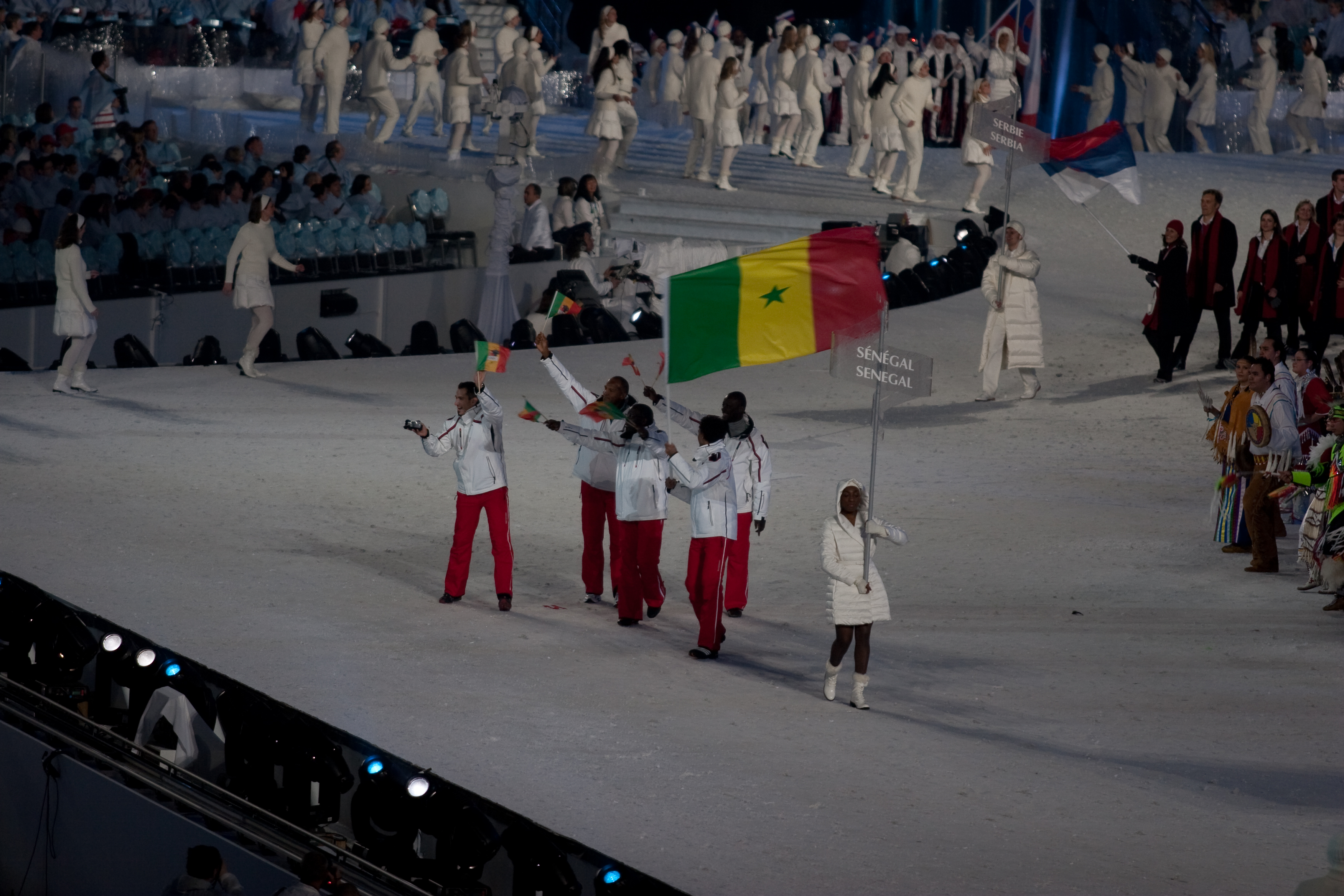
Senegalský olympijský tým při zahajovacím ceremoniálu

Senegal měl na zimních olympijských hrách 2010 zastoupení ve dvou sportech, v Slalomu a Obřím slalomu .
Senegal se zúčastnil již 5. Zimních olympijských her.
Reprezentoval ho jeden sportovec.

## Výsledky

### Slalom
Muži
- Leyti Seck
  - - nedokončil 1. kolo

### Obří slalom
Muži
- Leyti Seck
  - - 73. místo
  - - 3:06:14